# Theodor Hänsch
Theodor Wolfgang Hänsch, mais conhecido como Ted Hänsch (Heidelberg, 30 de outubro de 1941) é um físico alemão.
Foi laureado com o Nobel de Física de 2005.